# Канатная дорога Тейде
Канатная дорога Тейде (исп. Teleférico del Teide) расположена в Национальном парке Тейде на о. Тенерифе (Канарские острова) и ведет к самому высокому пику в Испании — вершине вулкана Тейде. Фуникулер Тейде совершает подъем от базовой станции, расположенной на высоте 2356 метров над уровнем моря у подножия Тейде, до станции Ла-Рамблета (исп. La Rambleta) на высоте 3555 метров над уровнем моря и всего в 163 метрах от вершины вулкана. Маршрут длиной 2482 метра длится от восьми до десяти минут при максимальной скорости 8 м/с., с использованием 2 кабин с максимальной вместимостью 44 человека. Будучи задуманным в 1929 году, строительство канатной дороги было начато 5 сентября 1963 года и завершено 27 июля 1971 года, а запуск в эксплуатацию произошел 2 августа 1971 года. С 1999 по 2007 год была произведена полная реконструкция канатной дороги.

## История
История канатной дороги Тейде начинается в 1929 году, когда адвокат Андрес де Арройо Гонсалес де Чавес, вдохновленный немецкими фуникулерами региона Цугшпитце, планирует строительство фуникулера на Тейде, отвечая за оплату всех связанных с этим расходов. Затем проект будет оформлен дорожным инженером Хосе Очоа Бенджумеа в 1930 году после проведения различных исследований в Швейцарии, Австрийском Тироле и Германии. В результате многолетних усилий на самом высоком уровне и модификации первоначального проекта компания Sociedad Teleférico al Pico Teide, созданная 15 октября 1959 года с целью эксплуатации канатной дороги, смогла получить от городского совета Ла-Оротавы необходимую для строительства землю в обмен на школу, уже построенную в Агуамансе, и участок земли размером около 800 м². В 1960 году был оформлен окончательный проект, согласно которому базовая станция была перенесена с горы Махуа на настоящее место, благодаря чему удалось сэкономить значительную сумму средств, предназначенных на постройку одной опорной башни и приобретение большого участка троса. Итоговый проект был разработан под руководством инженера путей сообщения Мигеля Пинтора Доминго и инженера-машиностроителя Франсиско Трухильо Армас.
Строительные работы конструкции по типу воздушного лифта, разделенного на два участка, начались в апреле 1962 года. Первый участок соединял гору Махуа (исп. Montaña Majúa) с Холодной горой (исп. Montaña Fría) посредством двух возвратно-поступательных кабин вместимостью 35 пассажиров. Со станции на Холодной горе начинался второй участок, с одной кабиной вместимостью 15 пассажиров, достигающей конечной станции. Этот проект был окончательно открыт 18 июля 1971 года, и 2 августа того же года он был запущен в эксплуатацию.
В 2007 году были проведены ремонтные работы, в ходе которых были установлены новые кабины с более современным аэродинамическим дизайном. Кроме того, некоторые из его опорных башен были заменены более современными, безопасными и экологичными.

## Управление
В настоящее время канатная дорога эксплуатируется компанией Teleférico del Pico de Teide, созданной в августе 1971 года, в которой Островному совету (Cabildo de Tenerife) принадлежит 49,44 % акций (данные за 2008 год). Концессия на управление фуникулером заканчивается в 2037 году. На канатной дороге заняты 45 человек, под руководством управляющего Игнасио Сабате и председателя совета директоров Карлоса Алонсо (данные за 2017 год).
В 2013 году El Teleférico учредила компанию Volcano Life, S.L. для осуществления деятельности в качестве туристического брокера. Volcano Life располагает штатом в размере 40 человек (данные за 2017 год), и является собственником товарного знака Volcano Teide Experience, созданного с целью продвижения бережного, уважительного и положительного отношения к Тейде.

## Структура
Канатная дорога в настоящее время включает две станции. Базовая станция находится на высоте около 2 356 метров и доступна с помощью автотранспорта. В районе станции располагается около 220 парковочных мест, бар, ресторан и сувенирный магазин.
Вместительность кабин составляет до 44 человек, а продолжительность поездки — около восьми минут. Тросы, по которым перемещаются кабины, поддерживаются четырьмя опорными башнями: двумя на базовой станции и двумя на верхней станции.
Верхняя станция находится на площадке Ла-Рамблета (La Rambleta) на высоте около 3555 метров над уровнем моря и славится наличием самого высокого общественного телефона в Испании. С Ла-Рамблета открываются панорамные виды на Семь Оврагов (Siete Cañadas) и долину Уканка (Valle de Ucanca). Пешие маршруты с верхней станции ведут к смотровой площадке Пико Вьехо, выходящей на юг, и являются частью экскурсии с прекрасными видами на соседние острова Ла-Гомера, Эль-Йерро и Ла-Пальма. Кроме того, существует ограниченный доступ к верхнему кратеру Тейде, который является самой высокой вершиной в Испании, располагающейся на высоте около 3718 метров над уровнем моря.

## Галерея

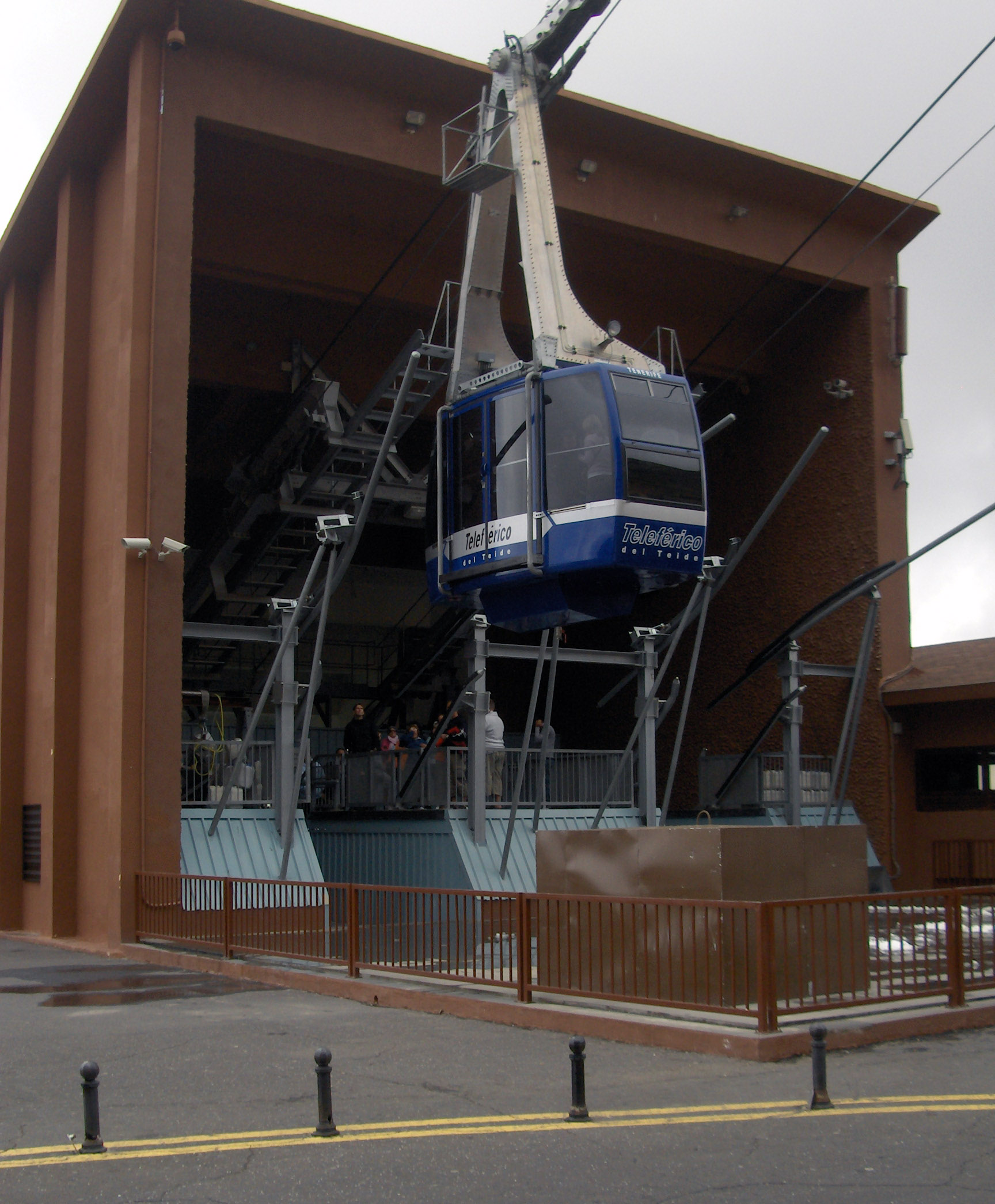
Базовая станция
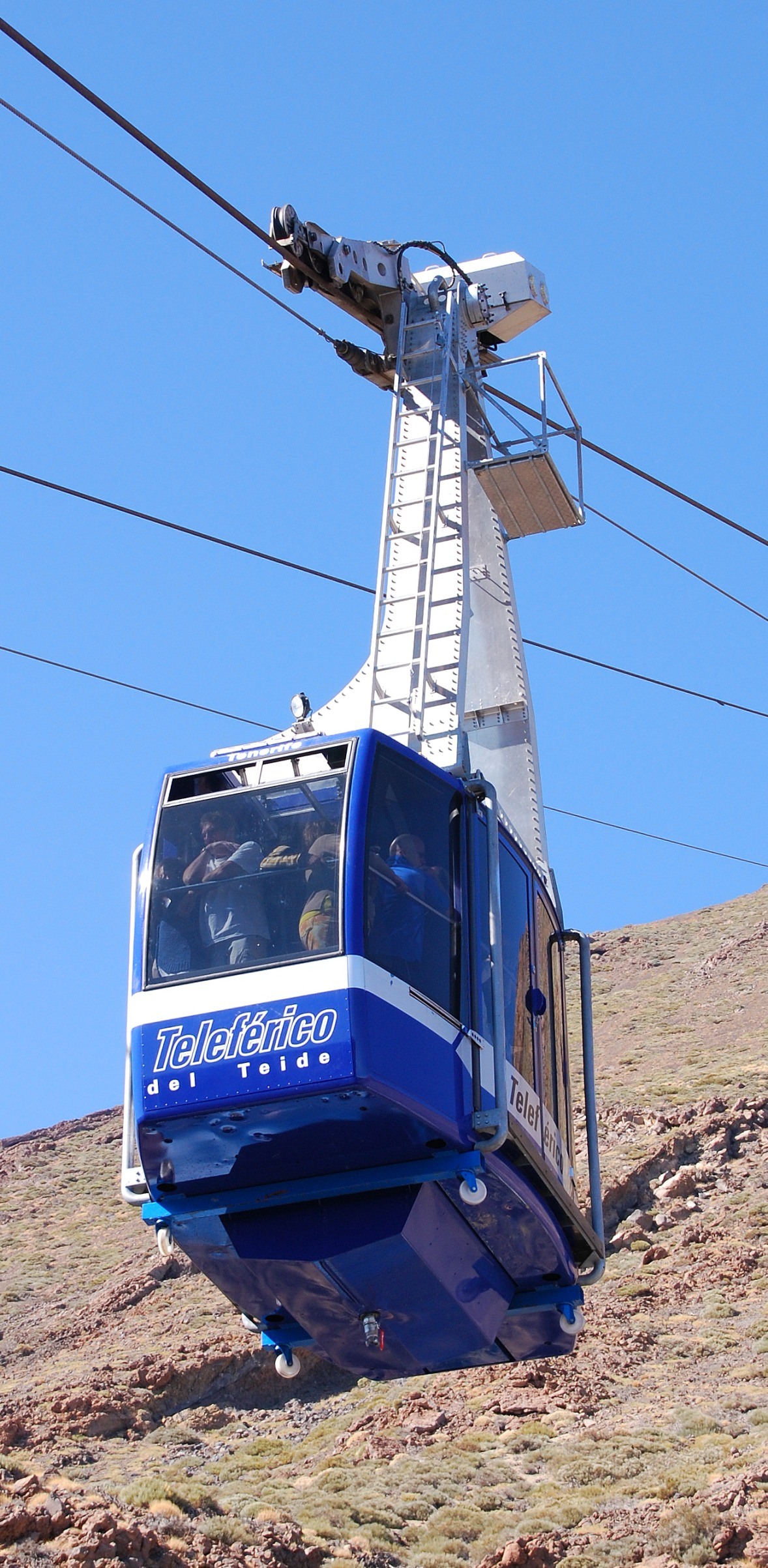
Кабина.
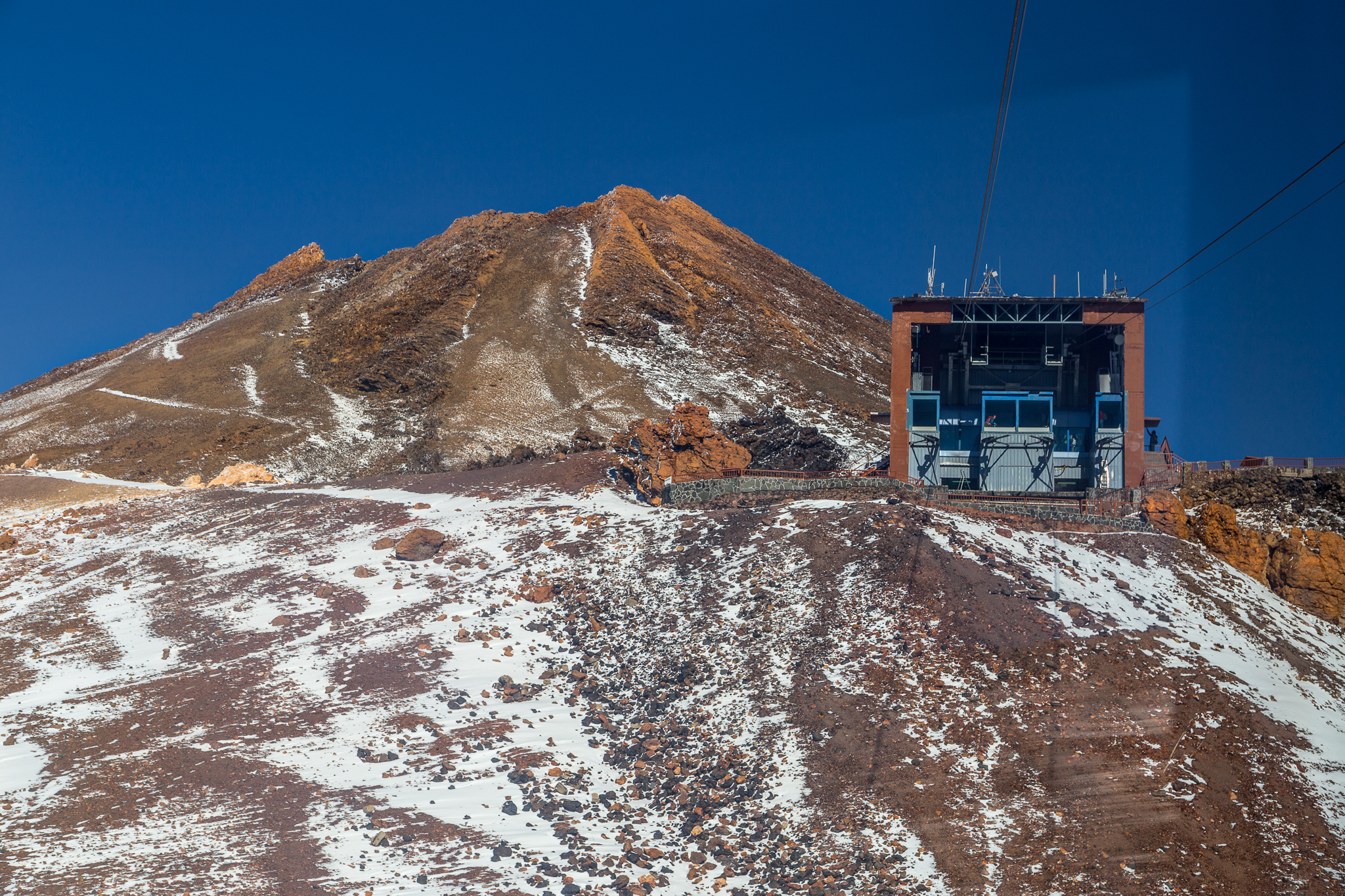
Станция La Rambleta.
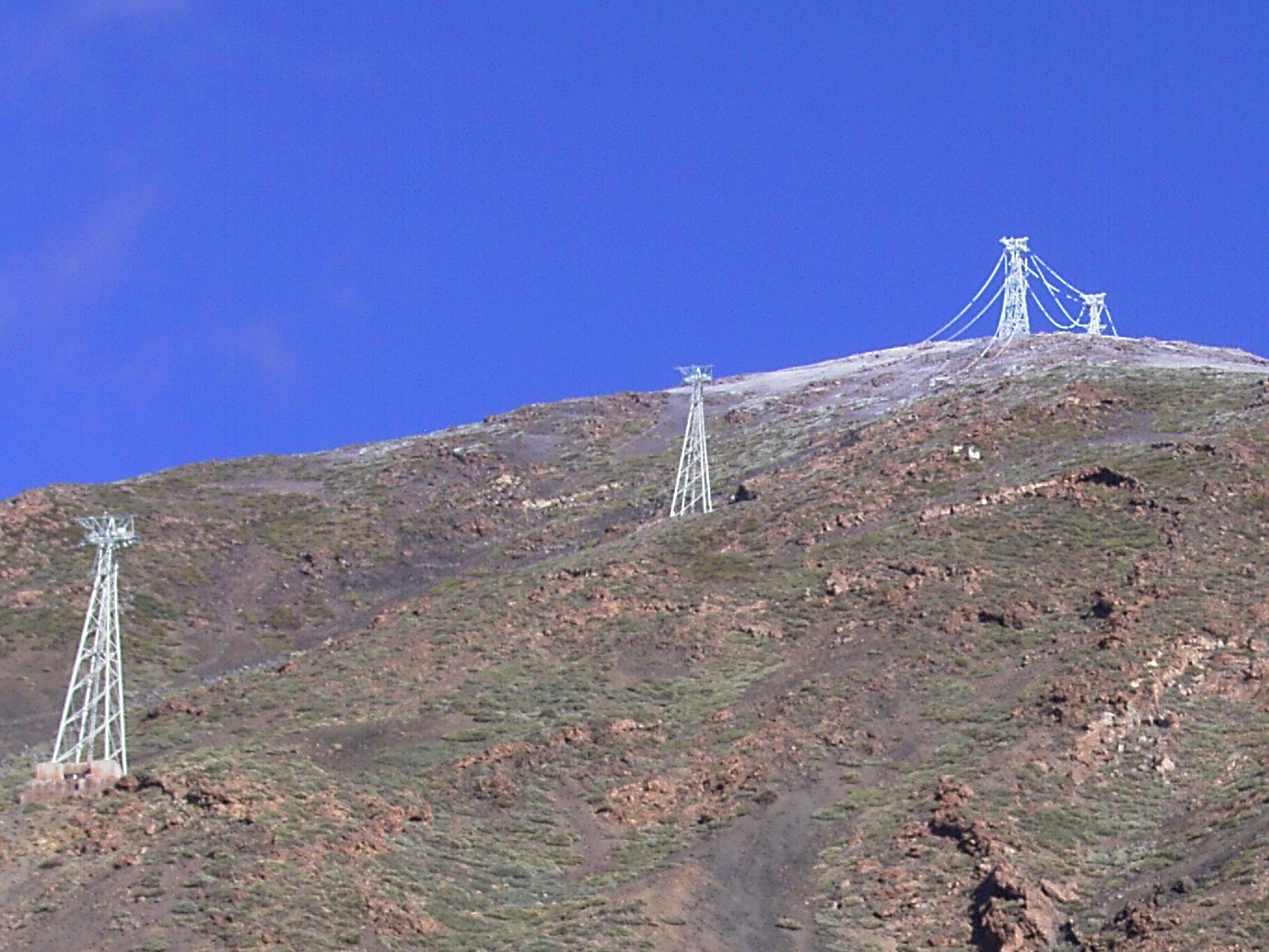
Башни, поддерживающие тросы.
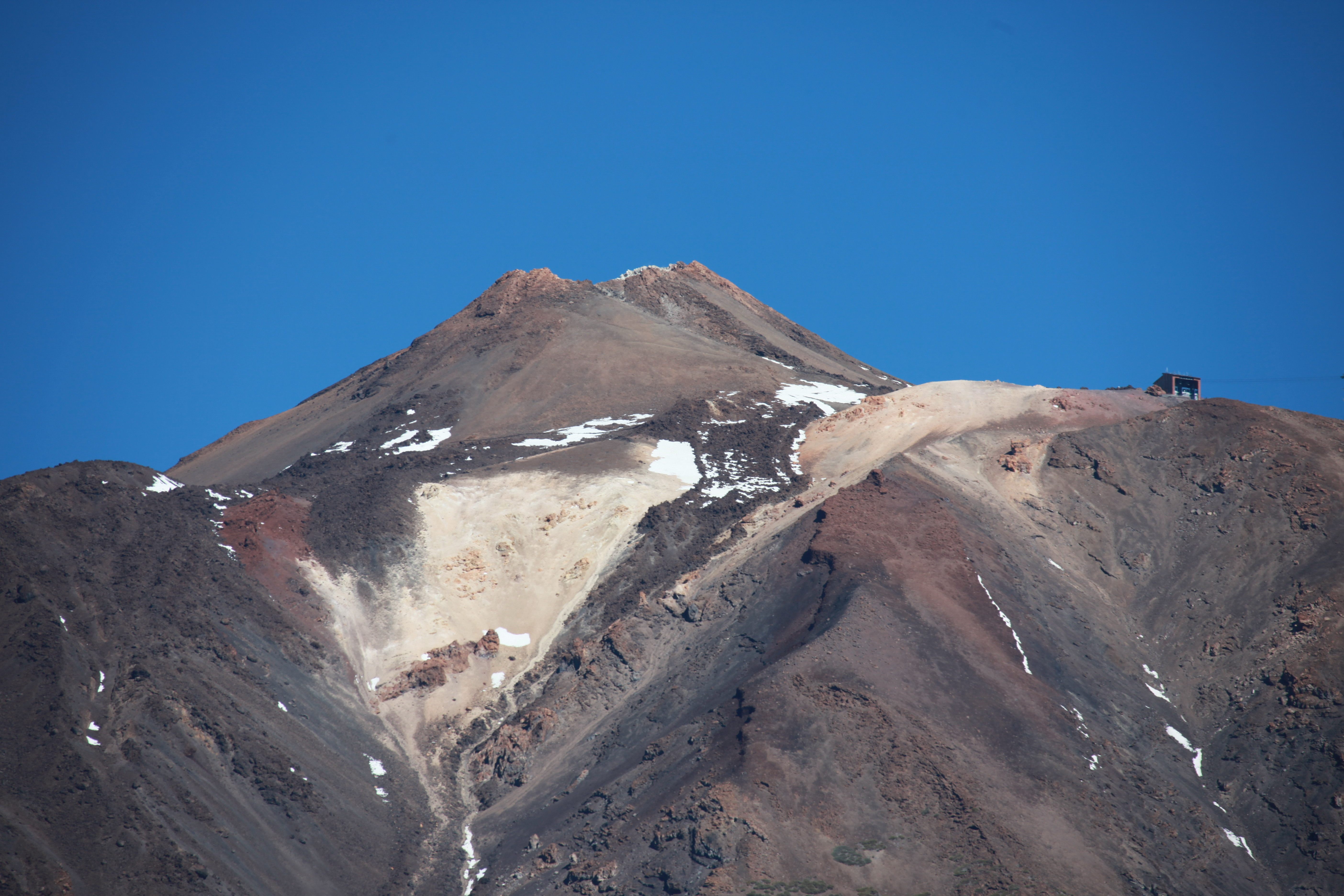
Пико дель Тейде. Справа: станция La Rambleta.
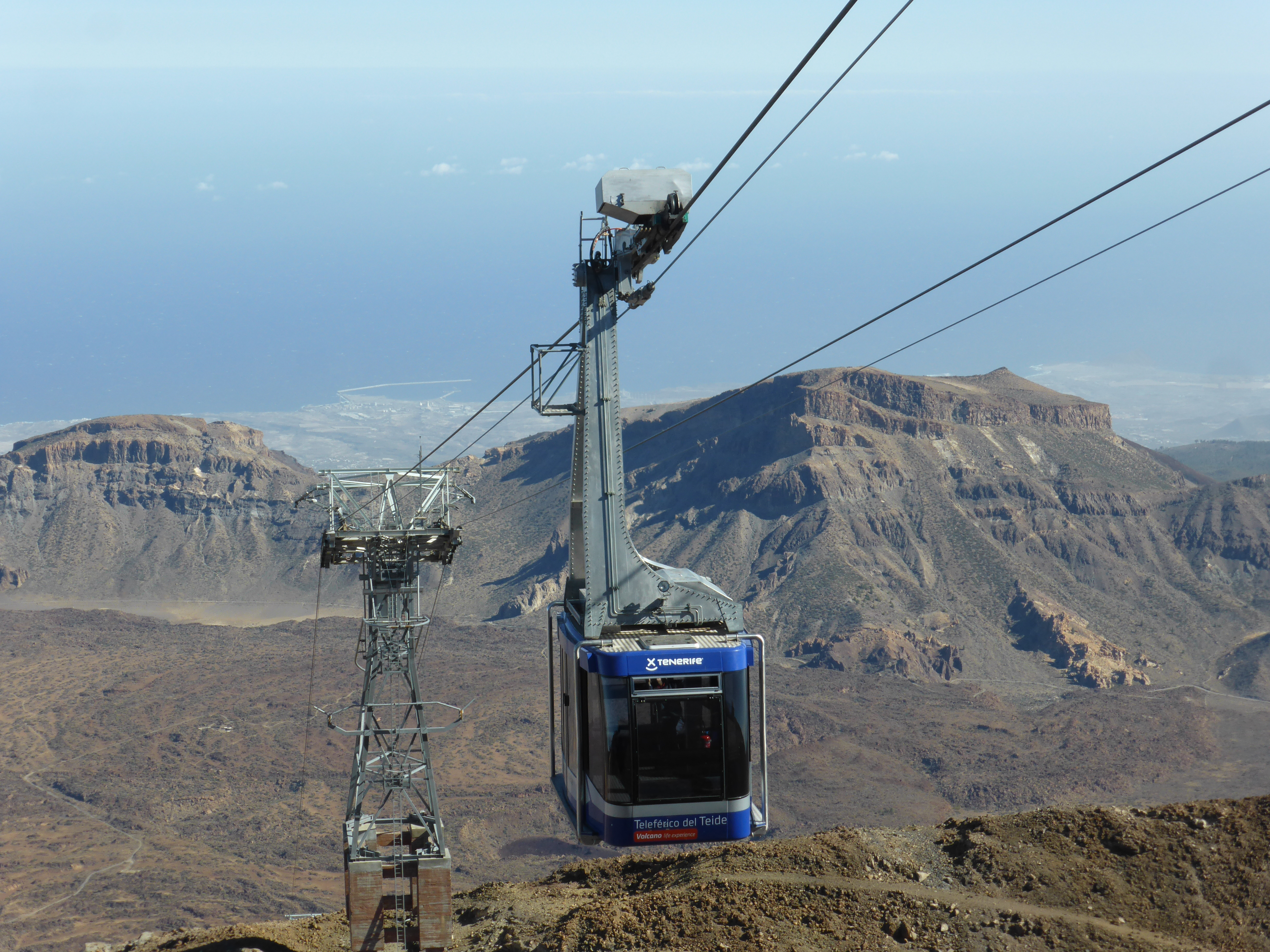
Кабина канатной дороги Тейде.